# براغماتية
الذَّرائعية أو فلسفة الذرائع أو البراغماتية أو البرجماتية أو العَمَلانِيَّة[بحاجة لمصدر] أو المذهب العملي[بحاجة لمصدر] (بالإنجليزية: Pragmatism) هو مذهب فلسفي بدأ في الولايات المتحدة حوالي عام 1870. تنص البراغماتية على أن معنى الأفكار ومصداقيتها يجب أن يُعرف من خلال نتائجها العملية. تعتبر البراغماتية ردة فعل ضد الفلسفات التقليدية التي تركز على المبادئ النظرية المجردة، حيث تؤكد البراغماتية على أن التركيز يجب أن ينصبّ على التجربة والعمل باعتبارها هي المعايير لتقييم الأفكار والمعتقدات.  تُنسب أصولها إلى الفلاسفة تشارلز ساندرز بيرس وويليام جيمس وجون ديوي. وصفها بيرس في وقت لاحق في مقولته بأنها: «فكر في التأثيرات العملية للأدوات من خلال تصورك. ثم، فإن تصورك لهذه التأثيرات هو كل تصورك لتلك الأدوات.»
تعتبر البراغماتية الكلمات والفكر كأدوات للتنبؤ وحل المشكلات والعمل، وترفض فكرة أن وظيفة الفكر هي وصف الواقع أو تمثيله أو عكسه. يؤكد البراغماتيون أن معظم الموضوعات الفلسفية -مثل طبيعة المعرفة، اللغة، المفاهيم، المعنى، المعتقد والعلوم- يُنظر إليها على أفضل وجه من حيث استخداماتها العملية ونجاحاتها.

## نشأتها
يعتبر تشارلز ساندرس بيرس «1839 ـ 1914» م هو مؤسس الذرائعية، وأول من ابتكر كلمة البراغماتية في الفلسفة المعاصرة، وأول من استخدم هذا اللفظ عام 1878 وذلك في مقال نشره -في عدد يناير من تلك السنة- بإحدى المجلات العلمية تحت عنوان «كيف نوضح أفكارنا» وفي هذا المقال، يذهب بيرس إلى أن نحدد السلوك الذي يمكن أن ينتج عنها، فليس السلوك بالنسبة لنا سوى المعنى الوحيد الذي يمكن أن يكون لها. هو صاحب فكرة وضع «العمل» مبدأ مطلقًا؛ في مثل قوله: «إن تصورنا لموضوع ماهو إلا تصورنا لما قد ينتج عن هذا الموضوع من آثار عملية لا أكثر». تدرج في اهتماماته العلمية والفلسفية التي تلقاها في معاهد وجامعات أوربية وأمريكية حتى حصل على درجة «الدكتوراة» في الطب من جامعة هارفارد سنة 1870، وعين أستاذاً للفسيولوجيا والتشريح بها، ثم أستاذاً لعلم النفس فبرز فيه وهوأول من أدخل لفظ البراجماتية في الفلسفة في مقال له بعنوان: كيف نجعل أفكارنا واضحة حيث ذكر فيه أنه لكي نبلغ الوضوح التام في أفكارنا من موضوع ما فإننا لا نحتاج إلا اعتبار ما قد يترتب من آثار يمكن تصورها ذات طابع عملي، قد يتضمنها الشيء أو الموضوع.أما عن لفظ pragmatism فإن بيرس يعترف أنه قد توصل إليه بعد دراسته للفيلسوف الألماني إيمانويل كانط مما ينفي ماذهب إليه البعض من تصور أوليغارشي خالص.
أما جون ديوي فقد وصف البراجماتية بأنها ««فلسفة معاكسة للفلسفة القديمة التي تبدأ بالتصورات، وبقدر صدق هذه التصورات تكون النتائج، فهي تدعُ الواقع يفرض على البشر معنى الحقيقة، وليس هناك حق أو حقيقة ابتدائية تفرض نفسها على الواقع»».
أما أشهر فلاسفة البراجماتيزم فإنه «وليام جيمس» (1842 ـ 1910 م) الذي تدرج في اهتماماته العلمية والفلسفية التي تلقاها في معاهد وجامعات أوربية وأمريكية حتى حصل على درجة «الدكتوراة» في الطب من جامعة هارفارد سنة 1870، وعين أستاذاً للفسيولوجيا والتشريح بها، ثم أستاذاً لعلم النفس فبرز فيه.
ويتبين من ترجمة حياته أن سبب اتجاهه إلى الفلسفة يرجع إلى سماعه لمحاضرة فلسفية ألقاها «بيرس» الذي كان يعرض فيها مذهبه، فشعر وليم جيمس على أثرها وكأنه ألقى عليه رسالة محدده، وهي تفسير رسالة «البرجماتية».
وذهب وليام جيمس إلى أن المنفعة العملية هي المقياس لصحة هذا الشيء. وذهب الفيلسوف الأمريكي جون ديوي [1859 ـ 1952 م] إلى أن العقل ليس أداة للمعرفة وإنما هو أداة لتطور الحياة وتنميتها؛ فليس من وظيفة العقل أن يعرف. وإنما عمل العقل هو خدمة الحياة. يقول «ويليام جيمس» عن البراجماتية: «إنها تعني الهواء الطلق وإمكانيات الطبيعة المتاحة، ضد الموثوقية التعسفية واليقينية الجازمة والاصطناعية وادعاء النهائية في الحقيقة بإغلاق باب البحث والاجتهاد. وهي في نفس الوقت لا تدعي أو تناحر أو تمثل أو تنوب عن أية نتائج خاصة، إنها مجرد طريقة فحسب، مجرد منهج فقط.»
وكما يؤكد جيمس الذي طور هذا الفكر ونظّر له في كتابه «البراجماتية» Pragmatism ، بأنها لا تعتقد بوجود حقيقة مثل الأشياء مستقلة عنها. فالحقيقة هي مجرد منهج للتفكير، كما أن الخير هو منهج للعمل والسلوك؛ فحقيقة اليوم قد تصبح خطأ الغد؛ فاللايديولوجيات المنطقية والثوابت التي ظلت حقائق لقرون ماضية ليست حقائق مطلقة، بل ربما أمكننا أن نقول: إنها خاطئة.
ويتوسع مفهوم البرغماتية في دائرة العمل بحيث يشمل المادي والخلقي أو التصوري، وتثمر هذه النظرة للعمل اتساع العالم أمامنا، إنه عالم مرن، نستطيع التأثير فيه وتشكيله، وما تصوراتنا إلا مفروضات أو وسائل لهذا التأثير وتشكيل الاثر الخارجي لنجاعة العمل.
ويعرف وليم جيمس الحقيقة بأنها «مطابقة الأشياء لمنفعتنا، لا مطابقة الفكر للأشياء». وكما يؤكد جيمس الذي طور هذا الفكر ونظّر له في كتابه «البراجماتية» Pragmatism ، بأنها لا تعتقد بوجود حقيقة مثل الأشياء مستقلة عنها. فالحقيقة هي مجرد منهج للتفكير، كما أن الخير هو منهج للعمل والسلوك؛ فحقيقة اليوم قد تصبح خطأ الغد؛ فالمنطق والثوابت التي ظلت حقائق لقرون ماضية ليست حقائق مطلقه، بل ربما أمكننا أن نقول: إنها خاطئة
إن العمل عند جيمس مقياس الحقيقة ««فالفكرة صادقة عندما تكون مفيدة. ومعنى ذلك أن النفع والضرر هما اللذان يحددان الأخذ بفكرة ما أو رفضها»».
وقد نبتت فلسفته منذ بداية اهتماماته بها من حاجاته الشخصية، إذ عندما أصيب في فترة من عمره بمرض خطير، استطاع بجهوده أن يرد نفسه إلى الصحة، فاعتقد أن خلاص الإنسان رهن بإرادته، وكان الموحي إليه بالفكرة المفكر الفرنسي «رنوفيير» الذي عرف الإرادة الحرة بأنها «تأييد فكرة لأن المرء يختار تأييدها بإرادته حين يستطيع أن تكون له أفكار أخرى».
وكانت تجربة شفائه من المرض قد هدته إلى أهمية العمل ورجحت عنده الاجتهاد في العمل بدلاً من الاستغراق في التأمل «لأن العمل ه«و الإرادة البشرية استحالت حياة»».
وتلون هذه الفلسفة نظرة أتباعها إلى العالم. فإن العالم الذي نعيش فيه ليس نظرية من النظريات، بل هو شيء كائن، وهو في الحق مجموعة من أشياء كثيرة، وليس من شيء يقال له الحق دون سواه ! إن الذي ندعوه بالحق إنما هو فرض عملي ـ أي أداة مؤقتة نستطيع بها أن نحيل قطعه من الخامات الأولية إلى قطعة من النظام. ويلزم من هذا التعريف للعالم، أنه خاضع للتحولات والتغيرات الدائمة ولا يستقر على حال ««فما كان حقاً بالأمس ـ أي ما كان أداة صالحة أمس ـ قد لا يكون اليوم حقاً ـ ذلك بأن الحقائق القديمة، كالأسلحة القديمة ـ تتعرض للصدأ وتغدو عديمة النفع»».
تعارض البراغماتية الرأي القائل بأن المبادئ الإنسانية والفكر وحدهما يمثلان الحقيقة بدقة، معارضة مدرستي الشكلية والعقلانية من مدارس الفلسفة أو لنقل بمعنى أصح الاتجاه التقليدي. ذلك أن الفلسفة العلمية إنما هي بدورها فلسفة تجريبية أيضاً ولقد كان وليم جيمس عالما تجريبياً قبل أن يكون فيلسوفاً تجريبياً ومن ثم فإن هذا الفيلسوف يحدد لنا، في كتابه البراغماتيه الموقف البراغماتي فيقول عنه الموقف الذي يصرف النظر عن الأشياء الأولى والمبادئ، والمقولات، والضرورات المفترضة ويتجه إلى الأشياء الأخيرة، والآثار والنتائج والوقائع
والبراغماتيون لا يعترفون بوجود أنظمة ديمقراطية مثالية إلا أنهم في الواقع ينادون بأيديولوجية مثالية مستترة قائمة على الحرية المطلقة، ومعاداة كل النظريات الشمولية وأولها الماركسية.

## العملانيّة ومشتقاتها
العملانية هي تقليد فلسفي بدأ في الولايات المتحدة عام 1870 تقريبا. والعملانية أتت كرفض لفكرة أن وظيفة الفكر هي أن يصف، أو يمثُل، أو يعكس الواقع. ولكن بدلا من ذلك، العملانيون يعتقدون أن الفكر هو نتاج للتفاعل بين الكائن الحي والبيئة. وهكذا، فإن وظيفة الفكر هي أنه أداة أو وسيلة للتنبؤ، والعمل، وحل المشكلة. العملانيين يؤكدون أن معظم الموضوعات الفلسفية- مثل طبيعة المعرفة واللغة والمفاهيم، والمعتقدات، والعلوم،- يُنْظَر إليها كلها بالشكل الأفضل من حيث استخداماتها ونجاحاتها العملية. وهناك عدد قليل من المواقف العديدة والمترابطة والمميزة من عمل الفلاسفة على الطريقة العملانية، والتي تشمل:
• نظرية المعرفة (التبرير): وهي نظرية تبرير محكّمة ترفض الادعاء القائل بأن جميع المعلومات والمعتقدات المبرَّرة تستند في نهاية المطاف إلي أساس من المعرفة غير الاستنتاجية أو المعتقد المبرر.
المحكّمون يرون أن التبرير هو فقط وظيفة لبعض العلاقة بين المعتقدات، والتي لا يُعتبر أي واحد منها معتقدا سائدا وفقا للطريقة المعتمدة لدى نظريات التبرير الأصولية.
• نظرية المعرفة (الحقيقة): وهي نظرية انكماشية أو عملانية للحقيقة؛ حيث أن النظرية الانكماشية هي الادعاء المعرفي بأن التأكيدات على أن الحقيقة المُسندة لبيان معين لا تعزو خاصية تسمى الحقيقة لمثل هذا البيان، في حين أن النظرية العملانية إدعاء معرفي بأن التأكيدات على أن الحقيقة المسندة لبيان معين تعزو الممتلكات جيدة الاعتقاد إلى هذا البيان.
• الميتافيزيقيا: وجهة نظر تعددية تفيد أن هناك أكثر من طريقة سليمة لوضع تصور للعالم وكذلك لمحتواه.
- فلسفة العلوم: وهي نظرة أداتية علمية مضادة للواقع تفيد بأن المفهوم أو النظرية العلمية يجب تقييمها من خلال مدى فعاليتها في توضيح وتفسير والتنبؤ بالظواهر، بدلا من مدى دقتها في وصف الواقع الموضوعي.

• فلسفة اللغة: وجهة نظر ضد التمثيلية والتي ترفض تحليل المعنى الدلالي للمقترحات والحالات العقلية والبيانات من حيث المراسلات أو العلاقة التمثيلية، وبدلا من ذلك تقترح تحليل المعنى الدلالي من حيث المفاهيم مثل التصرفات المُفضية إلى العمل، والعلاقات الاستنتاجية، و/أو الأدوار الوظيفية (مثل المدرسة السلوكية
لاستنتاجية). وينبغي عدم الخلط بين العملانية، والحقل الفرعي للسانيات الذي لا علاقة له بالعملانية الفلسفية.
• بالإضافة إلى ذلك، الأشكال التجريبية، والتخطيئية، والبرهنة، والفلسفة المتحولة كلها عناصر شائعة من الفلسفات العملانية. العديد من العملانيين هم نسبيين معرفيين، ويرون أن هذا جانب مهم من العملانية الخاصة بهم (على سبيل المثال ريتشارد رورتي)، ولكن هذا أمر مثير للجدل، حيث يجادل عملانيون آخرون بأن النسبية من هذا القبيل ستكون مضللة بشكل خطير (مثل هيلاري بوتنام، سوزان هاك).
تشارلز ساندرز بيرس (وحِكمته البراغماتية) يستحق الكثير من الفضل في العملانية  ، جنبا إلى جنب مع المساهمين الذين جاؤوا لاحقا في القرن العشرين مثل وليام جيمس وجون ديوي. وقد تمتعت العملانية بتجدد الاهتمام بعدما استخدم كل من كواينويلفريد وسيلر العملانية المنقحة لانتقاد الفلسفة الوضعية المنطقية في الستينيات. وكونها مستوحاة من عمل كواينوسيلرز، فان نوع من العملانية يُعرف أحيانا باسم العملانية الحديثة اكتسب نفوذا من خلال ريتشارد رورتي، وهو الأكثر تأثيرا من بين العملانيين في أواخر القرن العشرين جنبا إلى جنب مع هيلاري بوتنام وروبرت براندوم. ويمكن تقسيم العملانيين المعاصرة على نطاق واسع إلى العملانية التقليدية التحليلية الصارمة والعملانية «الكلاسيكية الحديثة» والتي تلتزم بعمل بيرس وجيمس وديوي.
كلمة العملانية مشتقة من الكلمة اليونانية (Pragma)، والتي تعني «شيء، أو حقيقة»، والتي تأتي من كلمة براسوو (prassō)، والتي تعني «أن تتجاوز، أن تمارس، أن تحقق». كلمة «العملانية» هي جزء من المصطلحات الفنية في الفلسفة، والتي تشير إلى مجموعة محددة من وجهات النظر الفلسفية المترابطة والتي نشئت في أواخر القرن العشرين. ومع ذلك، غالبا ما يتم الخلط بين هذا المصطلح مع «العملانية» في سياق السياسة (الذي يشير إلى السياسة أو الدبلوماسية التي تقوم أساسا على اعتبارات عملية، بدلا من المفاهيم الأيديولوجية) وأيضا مع الاستخدام غير التقني ل«العملانية» في السياقات العادية في إشارة إلى التعامل مع مسائل حياة المرء بطريقة واقعية وبطريقة تقوم على الاعتبارات العملية بدلا من الاعتبارات المجردة.

## الجوانب العملانية المركزية
ضد الأداتية المفاهيم والنظريات
انتقد ديوي، في كتابه (البحث عن اليقين)، ما وصفه ب «المغالطة الفلسفية»: الفلاسفة غالبا ما يأخذون فئات (مثل العقلية والمادية) كأمر مفروغ منه لأنهم لا يدركون أن هذه الفئات هي مجرد مفاهيم اسمية اخترعت للمساعدة في حل مشاكل محددة. هذا يسبب الارتباك الميتافيزيقي والمفاهيمي. وهناك أمثلة مختلفة مثل «الوجود النهائي» للفلاسفة الهيغلية، والاعتقاد في «عالم القيمة»، وكذلك مثل فكرة أن المنطق، لأنه فكرة مجردة من الفكر الملموس، ليس له علاقة بفعل التفكير الملموس، وهلم جرا .
ديفيد هيلدبراند يلخص المشكلة بأنها: «الغفلة الإدراكية تجاه المهام المحددة والمكوِّنة للتحقيق والتي جعلت الواقعيين والمثاليين على حد سواء يصيغون وصفا للمعرفة أظهر منتجات التجريد الواسع مرة أخرى وأرجعها الي الخبرة.» (هيلدبراند 2003).
الطبيعية ومعاداة الديكارتية
منذ البداية، أراد العملانيين إصلاح الفلسفة وجعلها أكثر انسجاما مع المنهج العلمي كما فهموه. وقالوا بأن الفلسفة المثالية والفلسفة الواقعية كان لهما ميل تجاه تقديم المعرفة البشرية على أنها شيء يتجاوز ما يمكن للعلم أن يفهمه. ثم لجأت هذه الفلسفات إما إلى الظواهر المستوحاة من كانط أو إلى نظريات مراسلات المعرفة والحقيقة. انتقد العملانيين الفلسفة المثالية لوجود الاستباقية فيها، وانتقدوا الفلسفة الواقعية لأنها تأخذ المراسلات كحقيقة غير قابلة للتحليل. العملانية بدلا من ذلك تحاول شرح كيف تعمل العلاقة بين العارف والمعروف في العالم من الناحية النفسية والناحية البيولوجية.
في عام 1868،  جادل بيرس أنه لا توجد قوة حدس في معنى إدراكي معين غير مشترط بالاستدلال، وكذلك لا توجد قوة تأمل، أو بديهية أو غير ذلك في معنى الإدراك، وقال أيضا أن وعي عالم داخلي معين يتأتى عن طريق الاستدلال الافتراضي من الوقائع الخارجية. وقد كان التأمل والحدس أدوات فلسفية أساسية، على الأقل منذ ديكارت. وقال بيرس إنه لا يوجد إدراك أول على الإطلاق في العملية المعرفية. مثل هذه العملية لها بداية ولكن يمكن دائما تحليلها إلى مراحل معرفية دقيقة. ما نسميه الاستبطان لا يعطي امتياز الوصول إلى المعرفة عن العقل- الذات هو مفهوم مشتق من تفاعلنا مع العالم الخارجي وليس العكس (دي وال 2005، ص. 7-10).
وفي نفس الوقت، بيريس أصر باستمرار على أن العملانية ونظرية المعرفة بشكل عام لا يمكن أن يُشتقا من مبادئ علم النفس المفهومة كعلم خاص.
ما نعتقده أنه يختلف كثيرا عما يتعين علينا أن نفكر فيه، في كتابه بعنوان «إيضاحات من منطق العلم»، وضع بيرس كل من العملانية ومبادئ الإحصاءات كجوانب للمنهج العلمي بشكل عام. هذه نقطة خلاف مهمة مع معظم العملانيين الآخرين الذين يدعون إلى مزيد من الطبيعية والنفسانية.
المصالحة المضادة للتشكيك والتخطيئية
اقترح هيلاري بوتنام أن المصالحة المضادة للتشكيك والتخطيئية هي الهدف المركزي من العملانية الأميركية. وعلى الرغم من أن كل المعارف الإنسانية هي جزئية، وليس لديها القدرة على اتخاذ رؤيا عين ربانية، فان هذا لا يتطلب موقفا متشككا معولما، أو موقفا فلسفيا متطرفا (فهو يتميز عن ذلك الجزء المسمّى الشك العلمي).
أصر بيرس أنه (1) في المنطق، هناك افتراض، وعلى الأقل أمل  أن الحقيقة والحقيقية يمكن اكتشافهما وسوف يتم اكتشافهما عاجلا أم آجلا، من خلال التحقيق المتعمق بما فيه الكفاية،  و (2) خلافا لطريقة ديكارت المنهجية الشهيرة والمؤثرة في تأملات الفلسفة الأولى، لا يمكن اختلاق الشك أو إنشاؤه بواسطة أمر لفظي لتحفيز التحقيق المثمر، وبالنسبة للفلسفة فيمكنها أن تبدأ في شك عالمي بشكل أقل بكثير من ذلك. الشك، مثل الاعتقاد، يتطلب مبررا. الشك الحقيقي يهيج ويمنع، بمعنى أن الإيمان هو الأساس الذي بناءا عليه يتصرف المرء. فهو ينشأ من المواجهة مع مسألة متمردة ومحددة من الواقع (والذي سماه ديوي «الوضع»)، والذي يزعزع إيماننا في بعض الاقتراحات المحددة. التحقيق أذا هو عملية سيطرة عقلانية على الذات لمحاولة العودة إلى حالة مستقرة من الاعتقاد حول هذه المسألة. لاحظ أن مكافحة الشك هو رد فعل على الشك الأكاديمي الحديث في أعقاب ديكارت. الإصرار العملاني أن كل المعرفة هي مؤقتة، هو إصرار غير ملائم تماما للتقليد التشكيكي القديم.
نظرية الحقيقة العملانية ونظرية المعرفة
العملانية ليست النظرية الأولى التي تعمل على تطبيق التطور على نظريات المعرفة: شوبنهاور دافع عن المثالية البيولوجية قائلا بأن ما هو مفيد بالنسبة لكائن حي أن يعتقده ، قد يختلف بصورة كبيرة عما هو صحيح. هنا يتم تصوير المعرفة والعمل على أنهما مجالين منفصلين مع حقيقة مطلقة أو فائقة وتتجاوز أي نوع من مكونات التحقيق المستخدمة للتعامل مع الحياة. العملانية تتحدى هذه المثالية من خلال توفير وصف «بيئي» للمعرفة: التحقيق هو كيف تستطيع الكائنات الحية السيطرة على بيئتها. الحقيقية والحقيقة هي تسميات وظيفية في التحقيق، ولا يمكن أن تُفهم خارج هذا السياق. فليس الواقعي هو الشعور القوي بالواقعية بشكل تقليدي (وهو ما سماه هيلاري بوتنام لاحقا بالميتافيزيقية)، وإنما هو واقعي من حيث الكيفية التي يُعرّف بها العالم الخارجي الذي يجب عليه التعامل معه.
العديد من أفضل عبارات جيمس - الحقيقة والقيمة الفعلية للحقيقة (جيمس،1907ص.200) ليست سوى العامل المناسب في طريقة تفكيرنا (جيمس عام 1907، ص. 222) - تم استخراجها من السياق ورسمها كاريكاتوريا في الدراسة المعاصرة كتمثيل لوجهة النظر التي تفيد بأن أي فكرة مع فائدة عملية هي فكرة حقيقية.
في الواقع، يؤكد جيمس، أن النظرية هي على قدر كبير من الدهاء. (انظر ديوي 1910).
وتم مناقشة دور المعتقد في تمثيل الواقع بشكل واسع في العملانية. هل يكون الاعتقاد صحيحا عندما يمثل حقيقة واقعة؟ النسْخ هو نظام حقيقي واحد (وواحد فقط) للمعرفة، (جيمس 1907، ص 91). هل المعتقدات هي التصرفات التي تتصف بأنها صحيحة أو خاطئة اعتمادا على مدي الإفادة التي تحققها في التحقيق والعمل؟ هل فقط تكتسب المعتقدات معنى في نضال الكائنات الذكية مع البيئة المحيطة ؟ هل الاعتقاد يصبح صحيحا فقط عندما ينجح في هذا الصراع؟ في العملانية لا شيء عملي أو مفيد يجب بالضرورة أن يكون صحيحا، ولا أي شيء مما يساعد على البقاء على قيد الحياة في المدى القصير. على سبيل المثال، الاعتقاد بأن زوجي الغشاش مخلص قد يساعدني على الشعور بشكل أفضل الآن، لكن هذا بالتأكيد ليس مفيدا من منظور المدى الطويل لأنه لا يتفق مع الحقائق (وبالتالي فهو غير صحيح).

## العملانية في مجالات أخرى من مجالات الفلسفة
في الوقت الذي ظهرت فيه العملانية ببساطة كمعيار للمعنى، فإنه سرعان ما توسعت لتصبح نظرية معرفة كاملة مع آثار واسعة لها في الحقل الفلسفي برمته. العملانيين الذين يعملون في هذه المجالات يتشاركون في إلهام واحد، ولكن عملهم متنوع وليس هناك أي آراء واردة بالنسبة لهم.

### فلسفة العلوم
بالنسبة لفلسفة العلوم، فان الذرائعية هي رؤيا تفيد بأن المفاهيم والنظريات هي مجرد أدوات مفيدة وأن التقدم في العلم لا يمكن أن يصاغ من حيث المفاهيم والنظريات التي تعكس الواقع بطريقة أو بأخرى. فلاسفة الذرائعية غالبا ما يعرّفون التقدم العلمي بأنه ليس أكثر من تحسن في التفسير والتنبؤ بالظواهر. فالذرائعية لا تقول أن الحقيقة لا تهم، ولكنها بدلا من ذلك تقدم إجابة محددة على السؤال: ماذا يعني كل من الحقيقة والزيف وكيف يعملان في مجال العلوم؟.

### المنطق
في وقت لاحق في حياته، أصبح شيلر شهيرا في مهاجمته للمنطق في كتابه، المنطق الرسمي. بحلول ذلك الوقت، كانت العملانية الخاصة بشيلر قد أصبحت الأقرب إلى فلسفة اللغة العادية من أي عملانية كلاسيكية. سعى شيلر لتقويض المنطق الرسمي، من خلال إظهار أن الكلمات تأخذ معنى فقط عند استخدامها في السياق. وكان العمل الأقل شهرة ضمن أعمال شيلر الرئيسية هو تتمة بنّاءة لكتابه المدمر (المنطق الرسمي). في هذه التتمة، التي بعنوان (المنطق للاستخدام)، حاول شيلر بناء منطق جديد ليحل محل المنطق الرسمي الذي انتقده في كتابه (المنطق الرسمي). ما قام بتقديمه هو شيء يعرّفه الفلاسفة اليوم على أنه المنطق الذي يغطي سياق الاكتشاف والطريقة الفرضية الاستنتاجية.

### الميتافيزيقيا (ما وراء الطبيعة)
كان جيمس وديوي مفكرين تجريبين ضمن نمط أكثر مباشرة: التجربة هي الاختبار النهائي والخبرة هي ما تحتاج للشرح والتوضيح. فقد كانوا غير راضين عن التجريبية العادية لأنه في التقاليد التي يرجع تاريخها الي هيوم، كان التجريبيون يميلون إلى التفكير في التجربة بأنها ليست أكثر من مجرد أحاسيس فردية. بالنسبة للعملانيين، هذا يتعارض مع روح التجريبية: علينا أن نحاول شرح كل ما يرد في التجربة بما في ذلك الاتصالات والمعنى، بدلا من شرحها بطريقة سطحية والافتراض أن البيانات ذات المعنى هي الواقع النهائي. التجريبية الراديكالية، أو التجريبية الفورية حسب ما يعبّر عنها ديوي، تريد أن تعطي مكانا لمعنى معين وقيمة معينة بدلا من شرحهم بشكل معمق على أنهم إضافات ذاتية لعالَم من الذرات ذات الأزيز.

### فلسفة العقل
جادل كل من جون ديوي في كتابه التجربة والطبيعة (1929), وكذلك ريتشارد رورتي في كتابه الفلسفة الأثرية ومرآة الطبيعة (1979)والذي جاء بعد نصف قرن، جادلوا بأن الكثير من النقاش حول العلاقة بين العقل والجسم ينتج من الالتباسات المفاهيمية. حيث يقولون، بدلا من ذلك، أنه ليست هناك حاجة إلى افتراض أن العقل أو الأشياء العقلية هما فئة وجودية.
العملانيين يختلفون حول ما إذا كان يجب على الفلاسفة تبني موقف مطمئن أو طبيعي تجاه مشكلة العقل والجسم. هؤلاء الفلاسفة العملانيين (ومنهم رورتي) يريدون أن يتخلصوا من هذه المشكلة لأنهم يعتقدون انها من المشاكل الزائفة، في حين أن الفلاسفة اللاحقين يعتقدون أنها مسألة تجريبية ذات مغزى.

### علم الأخلاق

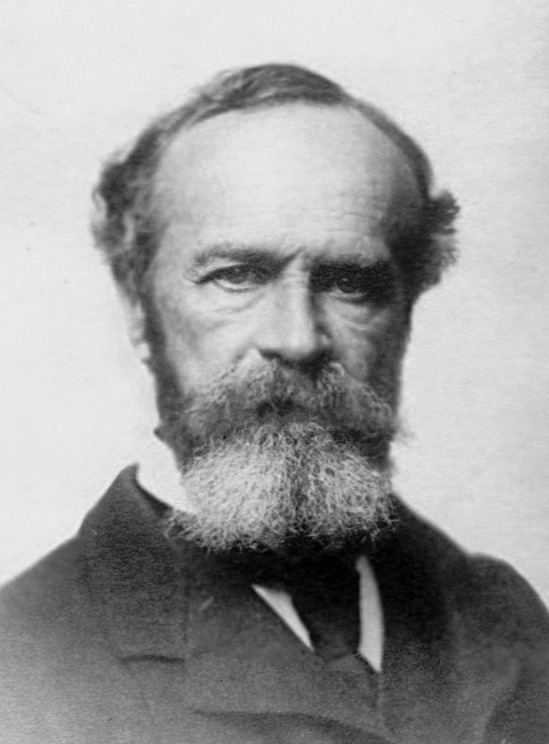
ويليام جيمس أحد أعلام البراغماتية.

ترى العملانية أنه لا يوجد فرق جوهري بين العقل العملي والنظري، ولا يوجد أي فرق أنطولوجي بين الحقائق والقيم. فكل من الحقائق والقيم لديه محتوى معرفي: المعرفة هي ما ينبغي لنا أن نصدقه ونؤمن به. القيم هي فرضيات حول ما هو جيد في العمل. الأخلاق العملانية تتصف بالإنسانية على نطاق واسع، لأنها لا ترى أنه هناك اختبار نهائي للأخلاق وراء ما هو مهم بالنسبة لنا كبشر. القيم الجيدة هي تلك التي لدينا أسباب وجيهة للقيام بها، بمعنى طريقة الأسباب الوجيهة. الصياغة البراغماتية تعود إلى ما قبل أولئك الفلاسفة الآخرين الذين أكدوا على أوجه تشابه هامة بين القيم والحقائق مثل جيروم شينويند وجون سيرل.
مساهمة ويليام جيمس في الأخلاق، على النحو المنصوص عليه في مقالته (الرغبة في التصديق) كثيرا ما أسيء فهمها بأنها دعوة للنسبية أو اللاعقلانية. بناءا على شروطها، تقول المقالة بأن الأخلاق تنطوي دائما على درجة معينة من الثقة أو الإيمان، وأننا لا يمكن أن ننتظر دائما دليلا كافيا عند اتخاذ قرارات أخلاقية.

### الجماليات
كتاب (الفن كخبرة) لجون ديوي والذي استند إلى المحاضرات التي كان يلقيها ويليام جيمس في جامعة هارفارد، كان محاولة لإظهار نزاهة الفن والثقافة والتجربة اليومية. الفن، بالنسبة لديوي، هو جزء من الحياة الابداعية لكل فرد وليس مجرد امتياز يقتصر على مجموعة مختارة من الفنانين. ويؤكد أيضا أن الجمهور هو أكثر من مجرد متلق سلبي.
وكان تناوُل ديوي للفن ابتعادا عن النهج التجاوزي لعلم الجمال، وذلك بعد عمانوئيل كانط الذي شدد على الطابع الفريد للفن والطبيعة الفاترة للتقدير الجمالي.

## البراغماتية المحدثة
هي فئة معاصرة واسعة تستخدم لمختلف المفكرين والتي تتضمن رؤى مهمة للبراغماتيين الكلاسيكيين ولكنها تختلف عنها بشكل كبير. قد يحدث هذا الاختلاف إما في منهجيتهم الفلسفية (كثير منهم مخلصون للتقاليد التحليلية) أو في التكوين المفاهيمي. من البراغماتيين التحليليين المهمين ريتشارد رورتي (الذي كان أول من قام بتطوير فلسفة البراغماتية المحدثة في كتابه الفلسفة ومرآة الطبيعة 1979)، هيلاري بوتنام، دبليو في أو كوين ودونالد ديفيدسون. يدافع المفكر البرازيلي الاجتماعي روبرتو أنجر عن البراغماتية الراديكالية تلك التي «تنزع الجنسية» عن المجتمع والثقافة ويصر بالتالي على أنه يمكننا «تغيير طابع علاقتنا بالعالمين الاجتماعي والثقافي الذي نعيش فيه بدلاً من مجرد تغيير محتوى الترتيبات والمعتقدات التي يضمانها شيئاً فشيئاً». يعد رورتي المعاصر ويورغن هابرماس أقرب إلى الفلسفة القارية.
يتضمن المفكرون الذين يؤمنون بالبراغماتية المحدثة والمخلصين بشكل أكبر للبراغماتية الكلاسيكية سيدني هوك وسوزان هاك (المعروفة بنظريتها التأسيسية). تجد العديد من الأفكار البراغماتية (خاصة أفكار بيرس) تعبيراً طبيعياً في إعادة البناء النظري لعلم نظرية المعرفة الذي تم اتباعه في عمل إسحاق ليفي. يدعو نيكولاس ريشر إلى نسخته من البراغماتية المنهجية القائمة على تفسير الفعالية البراغماتية ليس كبديل للحقائق بل كوسيلة لإثباتها. ريشر هو أيضاً من دعاة المثالية البراغماتية.
لا يمكن تمييز جميع البراغماتيين بسهولة. مع ظهور فلسفة ما بعد التحليل وتنويع الفلسفة الأنجلو أمريكية تأثر العديد من الفلاسفة بالفكر البراغماتي دون الالتزام العلني بالضرورة بهذه المدرسة الفلسفية. يندرج دانييل دينيت طالب كوين في هذه الفئة، وكذلك ستيفن تولمين الذي وصل إلى موقعه الفلسفي من خلال فيتجنشتاين الذي وصفه بأنه «براغماتي من نوع متطور». مثال آخر هو مارك جونسون الذي تشارك فلسفته المتجسدة (لاكوف وجونسون 1999) في علم النفس والواقعية المباشرة ومناهضة الديكارتي مع البراغماتية. البراغماتية المفاهيمية هي نظرية معرفة ناشئة عن عمل الفيلسوف والمنطق كلارنس إيرفينج لويس. تمت صياغة نظرية المعرفة النظرية البراغماتية لأول مرة في كتاب «العقل والنظام العالمي» لعام 1929: الخطوط العريضة لنظرية المعرفة.
تحضر البراغماتية الفرنسية مع المنظرين مثل برونو لاتور وميشيل كروزييه ولوك بولتانسكي ولوران تيفنو. غالباً ما يُنظر إليها على أنها قضايا هيكلية مرتبطة بالنظرية النقدية الفرنسية لبيير بورديو. تقدمت البراغماتية الفرنسية مؤخراً في علم الاجتماع الأمريكي أيضاً.

## الإرث والأهمية المعاصرة
تتشابه في القرن العشرين حركات الوضعانية المنطقية وفلسفة اللغة العادية مع البراغماتية. وكما البراغماتية فإن الوضعانية المنطقية توفر معيار للتحقق من المعنى الذي من المفترض أنه سيخلصنا من هراء الميتافيزيقيا مع ذلك فإن الوضعانية المنطقية لا تشدد على العمل كما تفعل البراغماتية. نادراً ما قام البراغماتيين باستخدام مبدأهم المعياري لاستبعاد جميع الميتافيزيقيات باعتبارها هراء. عادة ما يتم طرح البراغماتية لتصحيح العقائد الميتافيزيقية أو لبناء عقائد يمكن التحقق منها تجريبياً بدلاً من القيام برفض كامل.
فلسفة اللغة العادية أقرب إلى البراغماتية من أية فلسفة أخرى نظراً لطابعها الاسمي ولكونها تأخذ الوظيفة الأوسع نطاقًا للغة في بيئة محط تركيزها بدلاً من التحقيق في العلاقات المجردة بين اللغة والعالم.
البراغماتية لها علاقة بعملية الفلسفة. تطورت الكثير من أعمالهم في حوار مع فلاسفة العملية مثل هنري بيرجسون وألفريد نورث وايتهيد الذين لا يعتبرون عادة براغماتيين لأنهم يختلفون كثيراً في نقاط أخرى.
ترتبط السلوكية والوظيفية في علم النفس وعلم الاجتماع أيضاً بالبراغماتية وهو أمر لا يثير الدهشة بالنظر إلى أن جيمس وديوي كانا من علماء علم النفس وأن ميد أصبح عالماً اجتماعياً.
النفعية لها بعض أوجه التشابه الهامة مع البراغماتية وجون ستيوارت ميل تبنى قيم مماثلة.
تؤكد البراغماتية على العلاقة بين الفكر والعمل. دمجت الحقول التطبيقية مثل الإدارة العامة، العلوم السياسية، دراسات القيادة،منهجية العلاقات الدولية، حل النزاعات، ومنهجية البحث  البراغماتية في مجالهم. غالباً ما يتم إنشاء هذه الصلة باستخدام مفهوم ديوي وآدامز الواسع للديمقراطية.

## الآثار على العلوم الاجتماعية
في أوائل القرن العشرين اشتقت نظرية التفاعل الرمزي وهي منظور رئيسي في علم النفس والاجتماع الاجتماعي من البراغماتية وخاصة عمل جورج هربرت ميد وتشارلز كولي وكذلك عمل بيرس ووليام جيمس.
يتم إيلاء اهتمام متزايد لعلم نظرية المعرفة الواقعية في فروع أخرى من العلوم الاجتماعية والتي عانت من نقاشات خلافية حول وضع المعرفة العلمية الاجتماعية.
يشير المتحمسون إلى أن البراغماتية تقدم مقاربة تعددية وعملية على حد سواء.

## الآثار على الإدارة العامة
لقد أثرت البراغماتية الكلاسيكية لجون ديوي وويليام جيمس وتشارلز ساندرز بيرس على الأبحاث في مجال الإدارة العامة. يدعي الباحثون أن البراغماتية الكلاسيكية كان لها تأثير عميق على أصل مجال الإدارة العامة. على المستوى الأساسي، يكون المسؤولون العامون مسؤولين عن جعل البرامج «تعمل» في بيئة تعددية موجهة نحو المشكلات. المدراء العامون مسؤولون أيضاً عن العمل اليومي مع المواطنين. يمكن تطبيق ديمقراطية ديوي التشاركية في هذه البيئة. تساعد فكرة نظرية ديوي وجيمس النظرية الإداريين كأداة في صياغة النظريات لحل المشكلات السياسية والإدارية. علاوة على ذلك، تتزامن نشأة الإدارة العامة الأمريكية بشكل وثيق مع فترة التأثير الأكبر للبراغماتيين الكلاسيكيين.
أي نوع من البراغماتية (البراغماتية الكلاسيكية أو البراغماتية الجديدة) كان الأكثر منطقية في الإدارة العامة هو محط جدل. بدأ النقاش عندما قدمت باتريشيا إم شيلدز فكرة ديوي عن مجتمع البحث. اعترض هيو ميلر على عنصر واحد من مجتمع البحث (الموقف الإشكالي، الموقف العلمي، الديمقراطية التشاركية): الموقف العلمي. تلا ذلك مناقشة تضمنت ردود من ممارس، خبير اقتصادي، مخطط، علماء الإدارة العامة الآخرين، وفلاسفة مشهورين [50]. ورد ميلر وشيلدزأيضاً.
بالإضافة إلى ذلك، المنحة التطبيقية للإدارة العامة التي تقيم المدارس المستأجرة، التعاقد الخارجي أو الاستعانة بمصادر خارجية، الإدارة المالية، قياس الأداء، مبادرات نوعية الحياة الحضرية، والتخطيط الحضري تعتمد في جزء منها على أفكار البراغماتية الكلاسيكية في تطوير الإطار المفاهيمي وتركيز التحليل.]
انتُقد استخدام مسؤولي القطاع الصحي للبراغماتية لأنه غير مكتمل في براغماتيته، على أية حال وفقاً للبراغماتيين الكلاسيكيين فإن المعرفة تتشكل دائماً من خلال المصالح الإنسانية. إن تركيز المدير على «النتائج» يؤدي ببساطة إلى تعزيز مصلحته وهذا التركيز على النتائج غالباً ما يقوض مصالح مواطنهم والتي غالباً ما تكون أكثر اهتماماً بالعملية. من ناحية أخرى، يجادل ديفيد برندل بأن قدرة البراغماتية على سد الثنائيات والتركيز على المشكلات العملية وشمل وجهات نظر متعددة ودمج مشاركة الأطراف المعنية (المريض والأسرة وفريق الصحة) والطبيعة المؤقتة تجعلها مناسبة تماماً لمعالجة المشكلات في هذا المجال.

## التأثيرات على النسوية
أعاد الفلاسفة النسويون منذ منتصف التسعينيات اكتشاف البراغماتية الكلاسيكية كمصدر للنظريات النسوية. تستكشف أعمال سيجفريد،  دوران، كيث، وويبس الروابط التاريخية والفلسفية بين النسوية والبراغماتية. استغرقت العلاقة بين البراغماتية والنسوية وقتاً طويلاً حتى تم اكتشافها لأن البراغماتية نفسها قد تحطمت بسبب الوضعانية المنطقية خلال العقود الوسطى من القرن العشرين. نتيجة لذلك، فقدت من الخطاب النسوي. إن السمات العملية للبراغماتية التي أدت إلى تراجعها هي الخصائص التي تعتبرها النسويات الآن أعظم نقاط قوتها. هذه «انتقادات مستمرة ومبكرة للتفسيرات الوضعانية للمنهجية العلمية والإفصاح عن أبعاد قيم المطالبات الواقعية»، عرض الجماليات على أنه تجربة يومية، إخضاع التحليل المنطقي للقضايا السياسية والثقافية والاجتماعية، ربط الخطابات السائدة بالهيمنة؛ «إعادة تنظيم النظرية مع التطبيق العملي، ومقاومة الانعكاس إلى نظرية المعرفة والتأكيد على تجربة ملموسة». يشير هؤلاء الفلاسفة النسويات إلى جين آدامز كمؤسس للواقعية الكلاسيكية. بالإضافة إلى ذلك، تتوافق أفكار جيمس وميد وديوي مع العديد من المعتقدات النسوية. طورت جين أدامس، وجون ديوي، وجورج هربرت ميد فلسفاتهم لأن الثلاثة أصبحوا أصدقاء وأثروا في بعضهم البعض وشاركوا في تجربة هال هاوس وأسباب حقوق المرأة.

## الانتقادات
يجادل آرثر أونكين لوفجوي في مقال 1908 «البراغمات الثلاثة عشر» بأنه هناك غموض كبير في مفهوم آثار حقيقة الاقتراح وتلك الخاصة بالمعتقدات في الاقتراح من أجل إبراز أن العديد من البراغماتيين قد فشلوا في إدراك هذا التمييز. حدد لوفجوي ثلاثة عشر من المواقف الفلسفية المختلفة التي كان كل منها يسمى براغماتية.
كرّس الفيلسوف البريطاني برتراند راسل فصلاً لكل من جيمس وديوي في كتابه «تاريخ الفلسفة الغربية»؛ أشار راسل إلى المناطق التي وافق عليها معهم، لكنه سخر أيضاً من آراء جيمس بشأن الحقيقة ووجهات نظر ديوي في الاستفسار.:17:120–124 قال هيلاري بوتنام في وقت لاحق أن راسل «قدم مجرد صورة كاريكاتورية» لآراء جيمس :17 و «قراءة خاطئة لجيمس»:121 بينما جادل توم بيرك مطولا أن راسل قدم «وصف منحرف لوجهة نظر ديوي».:20 في مكان آخر من كتاب راسل التحليل من العقل قام راسل بمدح التجريبية الراديكالية لجيمس والتي رُوِّض لها حساب رسل عن الأحادية المحايدة.:17 دافع ديوي في قضية برتراند راسل عن راسل ضد محاولة إزالة راسل من كرسيه في كلية نيويورك في عام 1940.
تم انتقاد مذهب البراغماتية المحدثة كما يمثله ريتشارد رورتي باعتباره نسبياً من قِبل كل من أخصائيي علم الأحياء الجدد مثل سوزان هاك (Haack 1997) والعديد من الفلاسفة التحليليين (Dennett 1998). ومع ذلك يختلف عمل رورتي التحليلي المبكر بشكل ملحوظ عن عمله اللاحق الذي يعتبره البعض بما في ذلك رورتي أقرب إلى النقد الأدبي منه إلى الفلسفة والذي يجذب وطأة النقد من منتقديه.